# Sphagnum schliephackeanum
Sphagnum schliephackeanum là một loài rêu trong họ Sphagnaceae. Loài này được (Warnst.) Roll mô tả khoa học đầu tiên năm 1886.